# Кухня Восточного Тимора
Кухня Восточного Тимора — совокупность кулинарных традиций страны Восточный Тимор. Она испытала значительное влияние других кухонь Юго-Восточной Азии, а также португальской кухни во время длительной колонизации португальцами, но, несмотря на это, достаточно проста и состоит в основном из местных продуктов.
Основной пищей в этой стране является рис, который выращивается повсеместно, а также бататы, маниок, кукуруза и таро. Эти продукты дополняются бобовыми, овощами, зеленью и тропическими фруктами.
Из мяса в Восточном Тиморе употребляют свинину и козлятину, а также домашнюю птицу. В большинстве домашних хозяйств страны выращиваются животные на мясо. Еще одним важным источником белка для жителей этого государства является рыба, и рыболовство достаточно распространено.
В число заимствованных из португальской кухни блюд входят фейжоада и паштел-де-ната.
Жители страны обычно едят трижды в день, обедать принято между полуднем и двумя часами дня. Однако урожай в Восточном Тиморе сильно зависит от дождей, а климат нестабилен, часто бывают засухи, поэтому с ноября по февраль в стране наблюдается так называемый голодный сезон, и многие бедные семьи вынуждены питаться растертой в порошок корой пальмы, которую едят в вареном виде.